# بازی قلم‌کاغذی

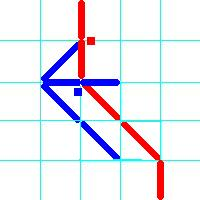
بازی قلم‌کاغذی

بازی‌های قلم‌کاغذی (به انگلیسی:Pen and paper games) دسته‌ای از بازیها و سرگرمیها هستند که با کمترین امکانات، یک قلم و یک برگ کاغذ انجام می‌شوند. در این بازی‌ها معمولاً بازیکن‌ها باید چیزی بنویسند یا شکلی رسم کنند.
- دوز (ایکس‌او)
- اسم‌فامیل
- نقطه بازی
- چامپ
- بازی جوانه‌ها
- بازی کشتی‌های جنگی
- مرد به دار آویخته
- سودوکو
- جدول کلمات متقاطع